# 仁治
仁治（1240年七月十六日至1243年二月二十六日）是日本的年號之一。這個時代的天皇是四條天皇與後嵯峨天皇、鎌倉幕府征夷大將軍為藤原賴經、執權為北條泰時與北條經時。

## 改元
- 延應二年七月十六日（1240年8月5日）改元仁治
- 仁治四年二月二十六日（1243年3月18日）改元寬元

## 出處
《新唐書卷五十六·刑法志》：「初即位，有勸以威刑肅天下者，魏徵以為不可，因為上言王政本於仁恩，所以愛民厚俗之意，太宗欣然納之，遂以寬仁治天下，而於刑法尤慎。」。

## 紀年、西曆、干支對照表
| 仁治       | 元年   | 二年   | 三年   | 四年   |
| 儒略曆日期 | 1240年 | 1241年 | 1242年 | 1243年 |
| 干支       | 庚子   | 辛丑   | 壬寅   | 癸卯   |